# Zawisch von Nechanitz
Zawisch von Nechanitz (tschechisch Záviš z Nechanic; * vor 1216; † 1257 oder später) war Unterkämmerer des böhmischen  Königs Wenzel I. Er entstammte dem böhmischen Adelsgeschlecht der Witigonen.

## Leben
Zawisch ist für die Jahre 1216 bis 1257 urkundlich belegt. Sein Vater war Witiko II. (auch Witiko der Ältere; tschechisch Vítek II., auch Vítek starší), der den witigonischen Familienzweig der Herren von Krumau begründete. Zawischs Mutter ist namentlich nicht bekannt. Sein Beiname leitet sich von der ostböhmischen Feste und dem gleichnamigen Dorf Nechanice ab, die in seinem Besitz waren.
Zawisch stand in königlichen Diensten und war 1233 bis 1236 Unterkämmerer des Königs Wenzel I. Auch seine Söhne Budiwoj und Witiko sind für diese Jahre am Königshof nachgewiesen. Vermutlich wegen Auseinandersetzungen des böhmischen Königs mit Kaiser Friedrich II. um das Erbe der Babenberger mussten die Witigonen den königlichen Palast vorübergehend verlassen. Erst nach 1242 kehrten sie zurück.

## Familie
Zawisch von Nechanitz, dessen Ehefrau namentlich nicht bekannt ist, hinterließ die Söhne:
- Budiwoj von Krumau (auch Budiwoj von Krumau, Skalitz und Sepekau; tschechisch Budivoj z Krumlova; auch Budivoj z Krumlova, ze Skalice a ze Sepekova); belegt 1220–1272. Er war mit Perchta von Falkenstein verheiratet.
- Witiko I. von Krumau (auch Witiko von Krumau, Sepekau und Načeradetz; tschechisch Vítek z Krumlova; auch Vítek z Krumlova, ze Sepekova a z Načeradce), belegt 1220–1277, verheiratet mit Sybila N. N.

Zawisch's bekanntester Enkelsohn war Zawisch von Falkenstein.